# Parafia Matki Bożej Częstochowskiej w Kluszkowcach
Parafia Matki Bożej Częstochowskiej w Kluszkowcach – parafia należąca do dekanatu Niedzica archidiecezji Krakowskiej.